# Velká cena Valencie silničních motocyklů 2008
Velká cena Valencie silničních motocyklů 2008 se uskutečnila od 24.-26. října, 2008 na okruhu Circuit de Valencia.

## MotoGP
Poslední Grand prix už jako obvykle pořádala Valencie. Valentino Rossi tu chtěl završit úspěšnou sezónu vítězstvím. Nejvíce mu v tom měla bránit opět stabilně silná dvojice Pedrosa a Stoner. Pro několik jezdců to byl poslední závod MotoGP. Anthony West odchází do Supersportů,Sylvain Guintoli do britských Superbiků a Shinya Nakano do světového šampionátu Superbiků.
Poslední závod to byl také pro pneumatikářskou firmu Michelin,která se Mistrovství světa účastnila od roku 1972. Zavedení jednotných pneumatik však Michelin neakceptoval a rozhodl se odejít na konci sezóny.
Sete Gibernau před domácí velkou cenou oznámil svůj návrat do Mistrovství světa. Bude závodit v novém týmu Onde 2000,využívající pátou motorku Ducati.
FIM zveřejnila konečnou podobu kalendáře pro příští rok. Již dříve avizovanou novinkou je Velká cena Maďarska,naopak z vypadla Velká cena Číny.

### Kvalifikace
| *                                                 | *                                               | *                                                |
| _______1_______ Casey Stoner Ducati 1:31.502      |                                                 |                                                  |
|                                                   | _______2_______ Daniel Pedrosa Honda 1:31.555   |                                                  |
|                                                   |                                                 | _______3_______ Nicky Hayden Honda 1:31.703      |
| _______4_______ Colin Edwards Yamaha 1:32.212     |                                                 |                                                  |
|                                                   | _______5_______ James Toseland Yamaha 1:32.518  |                                                  |
|                                                   |                                                 | _______6_______ Randy de Puniet Honda 1:32.572   |
| _______7_______ Jorge Lorenzo Yamaha 1:32.594     |                                                 |                                                  |
|                                                   | _______8_______ Loris Capirossi Suzuki 1:32.614 |                                                  |
|                                                   |                                                 | _______9_______ Andrea Dovizioso Honda 1:32.734  |
| _______10_______ Valentino Rossi Yamaha 1:32.962  |                                                 |                                                  |
|                                                   | _______11_______ Toni Elias Ducati 1:32.983     |                                                  |
|                                                   |                                                 | _______12_______ Chris Vermeulen Suzuki 1:33.017 |
| _______13_______ Sylvain Guintoli Ducati 1:33.352 |                                                 |                                                  |
|                                                   | _______14_______ John Hopkins Kawasaki 1:33.681 |                                                  |
|                                                   |                                                 | _______15_______ Shinya Nakano Honda 1:33.767    |
| _______16_______ Alex de Angelis Honda 1:33.848   |                                                 |                                                  |
|                                                   | _______17_______ Anthony West Kawasaki 1:33.879 |                                                  |
|                                                   |                                                 | _______18_______ Marco Melandri Ducati 1:34.174  |
| ------------------------------------------------- | ----------------------------------------------- | ------------------------------------------------ |

### Závod
| Pozice | #  | Jezdec           | Stroj    | Kola | Čas       | Rošt | Body |
| ------ | -- | ---------------- | -------- | ---- | --------- | ---- | ---- |
| 1      | 1  | Casey Stoner     | Ducati   | 30   | 46:46.114 | 1    | 25   |
| 2      | 2  | Daniel Pedrosa   | Honda    | 30   | +3.390    | 2    | 20   |
| 3      | 46 | Valentino Rossi  | Yamaha   | 30   | +12.194   | 10   | 16   |
| 4      | 4  | Andrea Dovizioso | Honda    | 30   | +24.159   | 9    | 13   |
| 5      | 69 | Nicky Hayden     | Honda    | 30   | +26.232   | 3    | 11   |
| 6      | 5  | Colin Edwards    | Yamaha   | 30   | +32.209   | 4    | 10   |
| 7      | 56 | Shinya Nakano    | Honda    | 30   | +34.571   | 15   | 9    |
| 8      | 48 | Jorge Lorenzo    | Yamaha   | 30   | +35.661   | 7    | 8    |
| 9      | 65 | Loris Capirossi  | Suzuki   | 30   | +38.228   | 8    | 7    |
| 10     | 15 | Alex de Angelis  | Honda    | 30   | +47.583   | 16   | 6    |
| 11     | 52 | James Toseland   | Yamaha   | 30   | +52.107   | 5    | 5    |
| 12     | 50 | Sylvain Guintoli | Ducati   | 30   | +52.350   | 13   | 4    |
| 13     | 7  | Chris Vermeulen  | Suzuki   | 30   | +52.833   | 12   | 3    |
| 14     | 21 | John Hopkins     | Kawasaki | 30   | +53.227   | 14   | 2    |
| 15     | 14 | Randy de Puniet  | Honda    | 30   | +53.411   | 6    | 1    |
| 16     | 33 | Marco Melandri   | Ducati   | 30   | +1:08.387 | 18   |      |
| 17     | 13 | Anthony West     | Kawasaki | 30   | +1:11.181 | 17   |      |
| 18     | 24 | Toni Elias       | Ducati   | 30   | 1:37.055  | 11   |      |

### Průběžná klasifikace jezdců a týmů
| Pos | #  | Jezdec           | Stroj    | Body |
| --- | -- | ---------------- | -------- | ---- |
| 1   | 46 | Valentino Rossi  | Yamaha   | 373  |
| 2   | 1  | Casey Stoner     | Ducati   | 280  |
| 3   | 2  | Daniel Pedrosa   | Honda    | 249  |
| 4   | 48 | Jorge Lorenzo    | Yamaha   | 190  |
| 5   | 4  | Andrea Dovizioso | Honda    | 174  |
| 6   | 69 | Nicky Hayden     | Honda    | 155  |
| 7   | 5  | Colin Edwards    | Yamaha   | 144  |
| 8   | 7  | Chris Vermeulen  | Suzuki   | 128  |
| 9   | 56 | Shinya Nakano    | Honda    | 126  |
| 10  | 65 | Loris Capirossi  | Suzuki   | 118  |
| 11  | 52 | James Toseland   | Yamaha   | 105  |
| 12  | 24 | Toni Elias       | Ducati   | 92   |
| 13  | 50 | Sylvain Guintoli | Ducati   | 67   |
| 14  | 15 | Alex de Angelis  | Honda    | 63   |
| 15  | 14 | Randy de Puniet  | Honda    | 61   |
| 16  | 21 | John Hopkins     | Kawasaki | 57   |
| 17  | 33 | Marco Melandri   | Ducati   | 51   |
| 18  | 13 | Anthony West     | Kawasaki | 50   |
| 19  | 11 | Ben Spies        | Suzuki   | 20   |
| 20  | 12 | Jamie Hacking    | Kawasaki | 5    |
| 21  | 8  | Tadayuki Okada   | Honda    | 2    |

| Pos | Tým                     | Továrna  | Body |
| --- | ----------------------- | -------- | ---- |
| 1   | Fiat Yamaha Team        | Yamaha   | 563  |
| 2   | Repsol Honda Team       | Honda    | 406  |
| 3   | Ducati Marlboro Team    | Ducati   | 331  |
| 4   | Rizla Suzuki MotoGP     | Suzuki   | 266  |
| 5   | Tech 3 Yamaha           | Yamaha   | 249  |
| 6   | San Carlo Honda Gresini | Honda    | 190  |
| 7   | JiR Team Scot MotoGP    | Honda    | 169  |
| 8   | Alice Team              | Ducati   | 160  |
| 9   | Kawasaki Racing Team    | Kawasaki | 112  |
| 10  | LCR Honda MotoGP        | Honda    | 61   |

| Pos | Továrna  | Body |
| --- | -------- | ---- |
| 1   | Yamaha   | 396  |
| 2   | Ducati   | 321  |
| 3   | Honda    | 315  |
| 4   | Suzuki   | 181  |
| 5   | Kawasaki | 88   |

## 250cc

### Kvalifikace
| *                                                  | *                                                | *                                                  | *                                                 |
| _______1_______ Marco Simoncelli Gilera 1:35.408   |                                                  |                                                    |                                                   |
|                                                    | _______2_______ Alex Debon Aprilia 1:35.418      |                                                    |                                                   |
|                                                    |                                                  | _______3_______ Julian Simon KTM 1:35.964          |                                                   |
|                                                    |                                                  |                                                    | _______4_______ Mika Kallio KTM 1:36.194          |
| _______5_______ Hiroshi Aoyama KTM 1:36.267        |                                                  |                                                    |                                                   |
|                                                    | _______6_______ Alvaro Bautista Aprilia 1:36.419 |                                                    |                                                   |
|                                                    |                                                  | _______7_______ Ratthapark Wilairot Honda 1:36.568 |                                                   |
|                                                    |                                                  |                                                    | _______8_______ Roberto Locatelli Gilera 1:36.573 |
| _______9_______ Hector Faubel Aprilia 1:36.635     |                                                  |                                                    |                                                   |
|                                                    | _______10_______ Yuki Takahashi Honda 1:36.654   |                                                    |                                                   |
|                                                    |                                                  | _______11_______ Thomas Lüthi Aprilia 1:36.832     |                                                   |
|                                                    |                                                  |                                                    | _______12_______ Aleix Espargaro Aprilia 1:36.841 |
| _______13_______ Lukáš Pešek Aprilia 1:36.892      |                                                  |                                                    |                                                   |
|                                                    | _______14_______ Mattia Pasini Aprilia 1:37.047  |                                                    |                                                   |
|                                                    |                                                  | _______15_______ Fabrizio Lai Gilera 1:37.400      |                                                   |
|                                                    |                                                  |                                                    | _______16_______ Alex Baldolini Aprilia 1:37.455  |
| _______17_______ Simone Grotzkyj Gilera 1:37.803   |                                                  |                                                    |                                                   |
|                                                    | _______18_______ Imre Toth Aprilia 1:38.245      |                                                    |                                                   |
|                                                    |                                                  | _______19_______ Federico Sandi Aprilia 1:38.592   |                                                   |
|                                                    |                                                  |                                                    | _______20_______ Karel Abraham Aprilia 1:38.641   |
| _______21_______ Manuel Hernandez Aprilia 1:38.874 |                                                  |                                                    |                                                   |
|                                                    | _______22_______ Daniel Arcas Aprilia 1:39.182   |                                                    |                                                   |
|                                                    |                                                  | _______23_______ Doni Tata Pradita Yamaha 1:40.593 |                                                   |
|                                                    |                                                  |                                                    | _______24_______ Alen Gyorfi Aprilia 1:41.075     |
| _______25_______ Tony Wirsing Honda 1:41.974       |                                                  |                                                    |                                                   |
| -------------------------------------------------- | ------------------------------------------------ | -------------------------------------------------- | ------------------------------------------------- |

### Závod
| Pozice | #  | Jezdec              | Stroj   | Kola | Čas       | Rošt | Body |
| ------ | -- | ------------------- | ------- | ---- | --------- | ---- | ---- |
| 1      | 58 | Marco Simoncelli    | Gilera  | 27   | 43:29.003 | 1    | 25   |
| 2      | 72 | Yuki Takahashi      | Honda   | 27   | +5.164    | 10   | 20   |
| 3      | 19 | Alvaro Bautista     | Aprilia | 27   | +8.648    | 6    | 16   |
| 4      | 15 | Roberto Locatelli   | Gilera  | 27   | +15.605   | 8    | 13   |
| 5      | 4  | Hiroshi Aoyama      | KTM     | 27   | +20.991   | 5    | 11   |
| 6      | 55 | Hector Faubel       | Aprilia | 27   | +22.212   | 9    | 10   |
| 7      | 41 | Aleix Espargaro     | Aprilia | 27   | +23.199   | 12   | 9    |
| 8      | 14 | Ratthapark Wilairot | Honda   | 27   | +23.321   | 7    | 8    |
| 9      | 75 | Mattia Pasini       | Aprilia | 27   | +37.424   | 14   | 7    |
| 10     | 12 | Thomas Lüthi        | Aprilia | 27   | +38.887   | 11   | 6    |
| 11     | 36 | Mika Kallio         | KTM     | 27   | +44.065   | 4    | 5    |
| 12     | 25 | Alex Baldolini      | Aprilia | 27   | +1:10.999 | 16   | 4    |
| 13     | 10 | Imre Toth           | Aprilia | 27   | +1:31.950 | 18   | 3    |
| 14     | 92 | Daniel Arcas        | Aprilia | 27   | +1:39.110 | 22   | 2    |
| 15     | 35 | Simone Grotzkyj     | Gilera  | 27   | +1:41.209 | 17   | 1    |
| 16     | 43 | Manuel Hernandez    | Aprilia | 26   | +1 kolo   | 21   |      |
| 17     | 17 | Karel Abraham       | Aprilia | 26   | +1 kolo   | 20   |      |
| 18     | 90 | Federico Sandi      | Aprilia | 26   | +1 kolo   | 19   |      |
| 19     | 45 | Doni Tata Pradita   | Yamaha  | 26   | +1 kolo   | 23   |      |
| Ret    | 93 | Alen Gyorfi         | Aprilia | 24   | Nehoda    | 24   |      |
| Ret    | 6  | Alex Debon          | Aprilia | 21   | Nehoda    | 2    |      |
| Ret    | 60 | Julian Simon        | KTM     | 19   | Porucha   | 3    |      |
| Ret    | 32 | Fabrizio Lai        | Gilera  | 12   | Nehoda    | 15   |      |
| Ret    | 52 | Lukáš Pešek         | Aprilia | 11   | Nehoda    | 13   |      |
| Ret    | 94 | Tony Wirsing        | Aprilia | 4    | Porucha   | 25   |      |

### Průběžná klasifikace jezdců a týmů
| Pos | #  | Jezdec              | Stroj   | Body |
| --- | -- | ------------------- | ------- | ---- |
| 1   | 58 | Marco Simoncelli    | Gilera  | 281  |
| 2   | 19 | Alvaro Bautista     | Aprilia | 244  |
| 3   | 36 | Mika Kallio         | KTM     | 196  |
| 4   | 6  | Alex Debon          | Aprilia | 176  |
| 5   | 72 | Yuki Takahashi      | Honda   | 167  |
| 6   | 21 | Hector Barbera      | Aprilia | 142  |
| 7   | 4  | Hiroshi Aoyama      | KTM     | 139  |
| 8   | 75 | Mattia Pasini       | Aprilia | 132  |
| 9   | 15 | Roberto Locatelli   | Gilera  | 110  |
| 10  | 60 | Julian Simon        | KTM     | 109  |
| 11  | 12 | Thomas Lüthi        | Aprilia | 108  |
| 12  | 41 | Aleix Espargaro     | Aprilia | 92   |
| 13  | 14 | Ratthapark Wilairot | Honda   | 73   |
| 14  | 55 | Hector Faubel       | Aprilia | 64   |
| 15  | 52 | Lukáš Pešek         | Aprilia | 43   |
| 16  | 17 | Karel Abraham       | Aprilia | 40   |
| 17  | 25 | Alex Baldolini      | Aprilia | 35   |
| 18  | 32 | Fabrizio Lai        | Gilera  | 33   |
| 19  | 54 | Manuel Poggiali     | Gilera  | 16   |
| 20  | 10 | Imre Toth           | Aprilia | 9    |
| 21  | 50 | Eugene Laverty      | Aprilia | 8    |
| 22  | 90 | Federico Sandi      | Aprilia | 6    |
| 23  | 43 | Manuel Hernandez    | Aprilia | 5    |
| 24  | 35 | Simone Grotzkyj     | Gilera  | 5    |
| 25  | 92 | Daniel Arcas        | Aprilia | 2    |
| 26  | 66 | Šoja Tomizawa       | Honda   | 2    |
| 27  | 94 | Tony Wirsing        | Honda   | 2    |
| 28  | 45 | Doni Tata Pradita   | Yamaha  | 1    |

| Pos | Továrna | Body |
| --- | ------- | ---- |
| 1   | Aprilia | 343  |
| 2   | Gilera  | 300  |
| 3   | KTM     | 245  |
| 4   | Honda   | 174  |
| 5   | Yamaha  | 1    |

## 125cc

### Kvalifikace
| *                                                 | *                                                   | *                                                 | *                                                   |
| _______1_______ Gábor Talmácsi Aprilia 1:41.451   |                                                     |                                                   |                                                     |
|                                                   | _______2_______ Sergio Gadea Aprilia 1:41.641       |                                                   |                                                     |
|                                                   |                                                     | _______3_______ Simone Corsi Aprilia 1:41.951     |                                                     |
|                                                   |                                                     |                                                   | _______4_______ Nicolas Terol Aprilia 1:42.049      |
| _______5_______ Bradley Smith Aprilia 1:42.095    |                                                     |                                                   |                                                     |
|                                                   | _______6_______ Stevie Bonsey Aprilia 1:42.099      |                                                   |                                                     |
|                                                   |                                                     | _______7_______ Mike Di Meglio Derbi 1:42.163     |                                                     |
|                                                   |                                                     |                                                   | _______8_______ Andrea Iannone Aprilia 1:42.237     |
| _______9_______ Dominique Aegerter Derbi 1:42.503 |                                                     |                                                   |                                                     |
|                                                   | _______10_______ Stefan Bradl Aprilia 1:42.589      |                                                   |                                                     |
|                                                   |                                                     | _______11_______ Sandro Cortese Aprilia 1:42.636  |                                                     |
|                                                   |                                                     |                                                   | _______12_______ Esteve Rabat KTM 1:42.654          |
| _______13_______ Danny Webb Aprilia 1:42.908      |                                                     |                                                   |                                                     |
|                                                   | _______14_______ Joan Olive Derbi 1:42.969          |                                                   |                                                     |
|                                                   |                                                     | _______15_______ Tomoyoshi Koyama KTM 1:43.017    |                                                     |
|                                                   |                                                     |                                                   | _______16_______ Lorenzo Zanetti KTM 1:43.037       |
| _______17_______ Scott Redding Aprilia 1:43.133   |                                                     |                                                   |                                                     |
|                                                   | _______18_______ Pablo Nieto KTM 1:43.358           |                                                   |                                                     |
|                                                   |                                                     | _______19_______ Raffaele de Rosa KTM 1:43.499    |                                                     |
|                                                   |                                                     |                                                   | _______20_______ Takaaki Nakagami Aprilia 1:43.706  |
| _______21_______ Randy Krummenacher KTM 1:43.843  |                                                     |                                                   |                                                     |
|                                                   | _______22_______ Efren Vazquez Aprilia 1:44.018     |                                                   |                                                     |
|                                                   |                                                     | _______23_______ Alexis Masbou Loncin 1:44.061    |                                                     |
|                                                   |                                                     |                                                   | _______24_______ Adrian Martin Aprilia 1:44.193     |
| _______25_______ Jules Cluzel Loncin 1:44.232     |                                                     |                                                   |                                                     |
|                                                   | _______26_______ Lorenzo Savadori Aprilia 1:44.333  |                                                   |                                                     |
|                                                   |                                                     | _______27_______ Enrique Jerez KTM 1:44.405       |                                                     |
|                                                   |                                                     |                                                   | _______28_______ Ricard Cardus Derbi 1:44.530       |
| _______29_______ Julian Miralles Aprilia 1:44.785 |                                                     |                                                   |                                                     |
|                                                   | _______30_______ Pol Espargaro Derbi 1:44.954       |                                                   |                                                     |
|                                                   |                                                     | _______31_______ Marco Ravaioli Aprilia 1:45.132  |                                                     |
|                                                   |                                                     |                                                   | _______32_______ Robin Lasser Aprilia 1:45.231      |
| _______33_______ Daniel Saez Aprilia 1:45.290     |                                                     |                                                   |                                                     |
|                                                   | _______34_______ Robert Muresan Aprilia 1:45.380    |                                                   |                                                     |
|                                                   |                                                     | _______35_______ Louis Rossi Honda 1:45.495       |                                                     |
|                                                   |                                                     |                                                   | _______36_______ Pere Tutusaus Aprilia 1:45.774     |
| _______37_______ Jonas Folger KTM 1:45.976        |                                                     |                                                   |                                                     |
|                                                   | _______38_______ Hugo van den Berg Aprilia 1:46.098 |                                                   |                                                     |
|                                                   |                                                     | _______39_______ Bastien Chesaux Aprilia 1:46.749 |                                                     |
|                                                   |                                                     |                                                   | _______40_______ Cristian Trabalon Aprilia 1:48.306 |
| ------------------------------------------------- | --------------------------------------------------- | ------------------------------------------------- | --------------------------------------------------- |

### Závod
| Pozice | #  | Jezdec             | Stroj   | Kola | Čas             | Rošt | Body |
| ------ | -- | ------------------ | ------- | ---- | --------------- | ---- | ---- |
| 1      | 24 | Simone Corsi       | Aprilia | 24   | 40:45.715       | 3    | 25   |
| 2      | 18 | Nicolas Terol      | Aprilia | 24   | +0.106          | 4    | 20   |
| 3      | 63 | Mike Di Meglio     | Derbi   | 24   | +0.223          | 7    | 16   |
| 4      | 38 | Bradley Smith      | Aprilia | 24   | +0.776          | 5    | 13   |
| 5      | 11 | Sandro Cortese     | Aprilia | 24   | +1.333          | 11   | 11   |
| 6      | 29 | Andrea Iannone     | Aprilia | 24   | +21.578         | 8    | 10   |
| 7      | 71 | Tomoyoshi Koyama   | KTM     | 24   | +29.387         | 15   | 9    |
| 8      | 45 | Scott Redding      | Aprilia | 24   | +29.419         | 17   | 8    |
| 9      | 22 | Pablo Nieto        | KTM     | 24   | +38.059         | 18   | 7    |
| 10     | 12 | Esteve Rabat       | KTM     | 24   | +38.481         | 12   | 6    |
| 11     | 8  | Lorenzo Zanetti    | KTM     | 24   | +38.941         | 16   | 5    |
| 12     | 7  | Efren Vazquez      | Aprilia | 24   | +48.466         | 22   | 4    |
| 13     | 40 | Lorenzo Savadori   | Aprilia | 24   | +48.802         | 26   | 3    |
| 14     | 5  | Alexis Masbou      | Loncin  | 24   | +50.340         | 23   | 2    |
| 15     | 28 | Enrique Jerez      | KTM     | 24   | +50.575         | 27   | 1    |
| 16     | 73 | Takaaki Nakagami   | Aprilia | 24   | +52.220         | 20   |      |
| 17     | 34 | Randy Krummenacher | KTM     | 24   | +55.047         | 21   |      |
| 18     | 94 | Jonas Folger       | KTM     | 24   | +55.139         | 37   |      |
| 19     | 16 | Jules Cluzel       | Loncin  | 24   | +55.546         | 25   |      |
| 20     | 72 | Marco Ravaioli     | Aprilia | 24   | +1:00.289       | 31   |      |
| 21     | 95 | Robert Muresan     | Aprilia | 24   | +1:10.142       | 34   |      |
| 22     | 48 | Bastien Chesaux    | Aprilia | 24   | +1:26.165       | 39   |      |
| 23     | 69 | Louis Rossi        | Honda   | 24   | +1:26.407       | 35   |      |
| 24     | 78 | Daniel Saez        | Aprilia | 24   | +1:41.720       | 33   |      |
| 25     | 25 | Cristian Trabalon  | Aprilia | 23   | +1 kolo         | 40   |      |
| Ret    | 30 | Pere Tutusaus      | Aprilia | 23   | Porucha         | 36   |      |
| Ret    | 51 | Stevie Bonsey      | Aprilia | 15   | Nehoda          | 6    |      |
| Ret    | 6  | Joan Olive         | Derbi   | 14   | Porucha         | 14   |      |
| Ret    | 26 | Adrian Martin      | Aprilia | 11   | Nehoda          | 24   |      |
| Ret    | 35 | Raffaele de Rosa   | KTM     | 8    | Nehoda          | 19   |      |
| Ret    | 1  | Gábor Talmácsi     | Aprilia | 6    | Nehoda          | 1    |      |
| Ret    | 99 | Danny Webb         | Aprilia | 6    | Nehoda          | 13   |      |
| Ret    | 21 | Robin Lasser       | Aprilia | 6    | Nehoda          | 32   |      |
| Ret    | 77 | Dominique Aegerter | Derbi   | 3    | Následky nehody | 9    |      |
| Ret    | 33 | Sergio Gadea       | Aprilia | 2    | Kolize          | 2    |      |
| Ret    | 17 | Stefan Bradl       | Aprilia | 2    | Kolize          | 10   |      |
| Ret    | 56 | Hugo van den Berg  | Aprilia | 0    | Nehoda          | 38   |      |
| Ret    | 75 | Ricard Cardus      | Derbi   | 0    | Nehoda          | 28   |      |
| Ret    | 44 | Pol Espargaro      | Derbi   | 0    | Porucha         | 30   |      |
| DSQ    | 23 | Julian Miralles    | Aprilia |      |                 | 29   |      |

### Průběžná klasifikace jezdců a týmů
| Pos | #  | Jezdec             | Stroj   | Body |
| --- | -- | ------------------ | ------- | ---- |
| 1   | 63 | Mike Di Meglio     | Derbi   | 264  |
| 2   | 24 | Simone Corsi       | Aprilia | 225  |
| 3   | 1  | Gábor Talmácsi     | Aprilia | 206  |
| 4   | 17 | Stefan Bradl       | Aprilia | 187  |
| 5   | 18 | Nicolas Terol      | Aprilia | 176  |
| 6   | 38 | Bradley Smith      | Aprilia | 150  |
| 7   | 6  | Joan Olive         | Derbi   | 142  |
| 8   | 11 | Sandro Cortese     | Aprilia | 141  |
| 9   | 44 | Pol Espargaro      | Derbi   | 124  |
| 10  | 29 | Andrea Iannone     | Aprilia | 106  |
| 11  | 45 | Scott Redding      | Aprilia | 105  |
| 12  | 33 | Sergio Gadea       | Aprilia | 83   |
| 13  | 93 | Marc Marquez       | KTM     | 63   |
| 14  | 12 | Esteve Rabat       | KTM     | 49   |
| 15  | 51 | Stevie Bonsey      | Aprilia | 46   |
| 16  | 77 | Dominique Aegerter | Derbi   | 45   |
| 17  | 71 | Tomoyoshi Koyama   | KTM     | 41   |
| 18  | 35 | Raffaele de Rosa   | KTM     | 37   |
| 19  | 99 | Danny Webb         | Aprilia | 35   |
| 20  | 7  | Efren Vazquez      | Aprilia | 31   |
| 21  | 22 | Pablo Nieto        | KTM     | 25   |
| 22  | 8  | Lorenzo Zanetti    | KTM     | 22   |
| 23  | 60 | Michael Ranseder   | Aprilia | 22   |
| 24  | 73 | Takaaki Nakagami   | Aprilia | 12   |
| 25  | 34 | Randy Krummenacher | KTM     | 10   |
| 26  | 30 | Pere Tutusaus      | Aprilia | 9    |
| 27  | 27 | Stefano Bianco     | Aprilia | 8    |
| 28  | 5  | Alexis Masbou      | Loncin  | 4    |
| 29  | 40 | Lorenzo Savadori   | Aprilia | 3    |
| 30  | 87 | Marcel Schrötter   | Honda   | 3    |
| 31  | 21 | Robin Lasser       | Aprilia | 2    |
| 32  | 28 | Enrique Jerez      | KTM     | 1    |
| 33  | 26 | Adrian Martin      | Aprilia | 1    |
| 34  | 94 | Jonas Folger       | KTM     | 1    |
| 35  | 56 | Hugo van den Berg  | Aprilia | 1    |

| Pos | Továrna | Body |
| --- | ------- | ---- |
| 1   | Aprilia | 401  |
| 2   | Derbi   | 319  |
| 3   | KTM     | 123  |
| 4   | Loncin  | 4    |
| 5   | Honda   | 3    |

| Předchozí Velká cena: Velká cena Malajsie 2008 | Mistrovství světa silničních motocyklů 2008 | Následující Velká cena: Velká cena Kataru 2009 |
| Předchozí ročník: Velká cena Valencie 2007     | Velká cena Valencie                         | Následující ročník: Velká cena Valencie 2009   |